# 宮崎進
宮崎 進（みやざき しん（本名の読み：すすむ）、1922年（大正11年）2月15日] - 2018年（平成30年）5月16日）は、日本の洋画家。多摩美術大学名誉教授。
山口県徳山市出身。日本美術専門学校卒。シベリア抑留を経験。1957年光風会展に出品。1965年日展で「祭の夜」が特選となる。1967年「見世物芸人」で安井賞。1981年多摩美術大学教授。1998年芸術選奨文部大臣賞受賞。多摩美術大学美術館館長。2018年に心不全で死去。

## 作品集など刊行物
- 『宮崎進画集 1953-1986』求竜堂、1986
- 『宮崎進画集 私のシベリア 森と大地の記憶』文藝春秋、1998
- 『宮崎進の仕事 Works of Shin Miyazaki 序章』生活の友社、2001
- 『宮崎進の仕事 2』生活の友社、2003
- 『宮崎進の仕事 3』生活の友社、2005
- 『鳥のように シベリア記憶の大地』岩波書店、2007
- 『旅芸人の手帖』岩波書店、2009
- 『冬の旅 Winterreise』新潮社、2014

## 展覧会
- 「宮崎進展」下関市立美術館ほか、c1994
- 「宮崎進展 森と大地の記憶から 三越美術部創設90周年」1997
- 「所蔵品による宮崎進展」徳山市美術博物館、1999
- 「宮崎進展 よろこびの歌を唄いたい」横浜美術館、c2002
- 「宮崎進展 生きる意味を求めて」周南市美術博物館、2005

## 参考
- コトバンク